# Зональное (Алтайский край)
Зона́льное — село в Алтайском крае, административный центр Зонального района.

## География
Расположено в 125 км к юго-востоку от Барнаула.

## Население
| 1989  | 1997  | 1998  | 1999  | 2000  | 2001  |
| ----- | ----- | ----- | ----- | ----- | ----- |
| 3380  | ↗3691 | ↘3642 | ↗3650 | ↘3647 | ↘3568 |
| 2002  | 2003  | 2004  | 2005  | 2006  | 2007  |
| ↘3528 | ↗3532 | ↘3435 | ↗3444 | ↘3426 | ↗3467 |
| 2008  | 2009  | 2010  | 2011  | 2012  | 2013  |
| ↘3435 | ↘3434 | ↘3402 | ↗3406 | ↘3369 | ↗3385 |
| 2021  |       |       |       |       |       |
| ↘3013 |       |       |       |       |       |

## Инфраструктура
В селе находятся Бийская опытно-селекционная станция(Ныне сгоревшая), Бийская семеноводческая станция по травам, станция агрохимической службы «Бийская», пункт по производству и переработке сельхозпродукции. Имеются ДК, муниципальная общеобразовательная средняя школа, детсады, библиотека, больница.

## Транспорт
С Барнаулом, другими городами и районами края село связано автомобильными и железной дорогой.